# Celleporella carolinensis
Celleporella carolinensis är en mossdjursart som beskrevs av Ryland 1979. Celleporella carolinensis ingår i släktet Celleporella och familjen Hippothoidae. Inga underarter finns listade i Catalogue of Life.